# Puerto Escondido
Puerto Escondido (literalment, en català, Port Amagat), és un port i centre turístic del municipi de San Pedro Mixtepec a l'estat mexicà d'Oaxaca. El 2005 tenia 20.178 habitants. Fou fundat el 1928 com a poble de pescadors i com a petit port per a l'exportació de cafè. Després que la carretera federal 200 fos construïda al llarg de la costa del Pacífic, la ciutat es convertí en una destinació turística popular, les atraccions més importants de la qual són les platges obertes i els campionats de surf, en què participen milers de persones a l'any.